# ミュージ郎
ミュージ郎（ミュージロウ）とはローランド社が発売しているデスクトップミュージックのパッケージ名のことである。
SCシリーズをはじめとする音源モジュールとバラードやSinger Song Writerといったシーケンサーソフトが同梱されている。DTMの定番製品となっている。音源モジュール、シーケンサーソフト以外に、専用Webサイトとリンクして用語集の閲覧可能なソフトやネットからダウンロードできるPCカラオケのソフトも同梱されている。

## 主な製品
初代ミュージ郎
ミュージくんの音源MT-32にPCM音源を追加し、拡張波形のカードを搭載したCM-64を同梱。温かみのあるアナログシンセ風のLA音源＋リアルなPCM音源が当時としては画期的だった。付属ソフトは譜面に直接マウスで入力する方式のもので、後にその進化版がダイナウェアより「Ballade」として発売されている。
ミュージ郎Jr.BOARD
CM-32L相当の音源とMPU-PC98をPC-9801のCバスカードに搭載したLAPC-Nを同梱。ソフトは初代ミュージ郎と同じくballade。なお、MIDIケーブルを接続する際には別途専用 MIDI コネクタボックス MCB-2を購入する必要があった。MCB-2との接続コネクタは D-SUB15ピンを採用しており、Cバスパネル側には「MIDI CONNECTOR BOX MCB-2 ONLY」との表記がある。MIDI I/O は2系統あり、LA音源用 MIDI IN/OUT と 標準MIDI用 IN/OUT の計4個の DIN規格である5ピンコネクタを装備している。
ミュージ郎Jr.NOTE
PC-9801シリーズのノートパソコンに接続可能なCM-32L相当の小型音源モジュールCM-32LNを同梱。
ミュージ郎55
音源にSC-55mkIIを同梱。
ミュージ郎BASIC
音源にSC-7を同梱。ソフトはミュージ郎55に同じ。
ミュージ郎300
音源にCM-300を同梱。
ミュージ郎500
音源にCM-500を同梱。
ミュージ郎300BOARD
IBM-AT互換機用モデルは音源にSCC-1A（ISAバス用ボードで音源部はSC-55相当）を同梱。
NEC PC-98用Cバス用モデルも存在した。
ミュージ郎BOARD II
音源にSCC-2（ISAバス用ボードのMPU-401にWave Blaster互換のSCB-55を組み合わせたもので音源部はSC-55mk2相当）を同梱。
ミュージ郎5500
音源にSC-55STを同梱。
ミュージ郎8800
音源にSC-88VLを同梱。
ミュージ郎SK-50
音源にMIDIキーボード・スピーカー一体型音源SK-50IVを同梱。買って直ぐにリアルタイム入力を楽しめる。
ミュージ郎XP-10
音源にXP-10を同梱。
ミュージ郎88Proシリーズ
付属音源はSC-88Pro、SK-88Pro、SC-88ST Proの3種類から選択できた。
ミュージ郎8850・ミュージ郎8820
ミュージ郎8850は音源にSC-8850を、ミュージ郎8820にはSC-8820を同梱している。どちらもシーケンスソフトとしてSinger Song Writer 5.0をバンドルしている（但しMacintosh版はSinger Song Writer 4.0 for Macintoshをバンドル）。Singer Song Writer 5.0は新たに2トラックのステレオオーディオの録音／再生に対応し、この時期にDTMのスタンダードがMIDIからDAWに移行していることを窺い知ることができる。
ミュージ郎デジタル・スタジオ
オーディオ・インターフェイスを搭載させた音源SC-D70に、Cakewalk Home Studio9をバンドルさせたパッケージ。
ミュージ郎ソナー・デジタル・スタジオ
DAWソフトであるCakewalk SONARをバンドルしている。音源としてSC-D70を同梱している。
ミュージ郎V6シリーズ
さらにオーディオ機能を強化したSinger Song Writer 6.0をバンドルしたパッケージ。付属音源はSC-8850、SC-8820、SC-D70の3種類から選択できた。このシリーズを最後に、Singer Song Writerのバンドルは終了している。

ソナー・デジタル・スタジオ SD-90同梱モデル
製品番号からミュージ郎の後継パッケージと考えられるが、製品名から「ミュージ郎」の名前が完全に消えた。DAWソフトであるCakewalk SONARをバンドルし、音源としてSD-90を同梱している。
ミュージ郎ネットスタジオ
インターネット上のコンテンツを利用した、他のパッケージと一線を画す製品。音源としてSD-20を同梱。シーケンスソフトにはコンテンツに対応した「ミュージック・クリエーター」（Cakewalk系ソフト）がバンドルされている。インターネットに接続不能な環境下での動作は保証外。
PCレコーディングパック
製品番号からミュージ郎の後継パッケージと考えられるが、製品名に「ミュージ郎」がない。オーディオ・MIDIインターフェースUA-20を同梱し、Cakewalk Home Studio、ソフトウェア音源のHyper Canvasをバンドルしている。ノートパソコン1台でDAWを構築できるパッケージとなっている。